# Cheng de Han
Cheng de Han (51 a.C. - 7 a.C.) foi um imperador chinês da dinastia Han.

## Careira
Imperador da dinastia Han chinesa, governando de 33 a 7 a.C. Ele sucedeu seu pai, o imperador Yuan. Sob o imperador Cheng, a dinastia Han continuou sua crescente desintegração à medida que os parentes maternos do imperador do clã Wang aumentavam seu controle sobre as alavancas do poder e sobre os assuntos governamentais, conforme incentivado pelo imperador anterior. A corrupção e os funcionários gananciosos continuaram a atormentar o governo e, como resultado, rebeliões eclodiram em todo o país. O imperador Cheng morreu sem filhos após um reinado de 26 anos; ambos os filhos de concubinas morreram na infância. Um deles morreu de fome e outro foi sufocado na prisão. Os bebês e suas mães foram mortos por ordem da consorte favorita do imperador Cheng, Zhao Hede, com o consentimento implícito do imperador. Ele foi sucedido por seu sobrinho, o imperador Ai, cuja morte foi seguida pela ascensão de Wang Mang ao poder.